# Alfred Hein
Alfred Hein (* 11. Oktober 1914 in Königsberg, Ostpreußen; † 18. April 1971 in Salzgitter) war ein deutscher Politiker (GB/BHE, GDP, CDU).

## Leben und Beruf
Hein, der evangelischen Glaubens war, absolvierte eine kaufmännische Lehre, leistete dann freiwilligen Wehrdienst und nahm als Soldat am Zweiten Weltkrieg teil. Im Anschluss arbeitete er bei der Deutschen Reichsbahn im „Osteinsatz“. Bei Kriegsende geriet er zunächst in sowjetische Gefangenschaft; später wurde er von dort aus in US-amerikanische Gefangenschaft überführt. Nach seiner Entlassung aus der Kriegsgefangenschaft war er bei der Deutschen Bundesbahn tätig, zuletzt als Bundesbahnoberinspektor.

## Politik
Hein, der sich dem GB/BHE angeschlossen hatte, war Ratsmitglied in Salzgitter und amtierte zeitweise als stellvertretender Oberbürgermeister der Stadt. Von 1955 bis 1963 sowie erneut von 1967 bis 1970 war er Mitglied des Niedersächsischen Landtages. Der Landtag wählte ihn 1969 zum Mitglied der Bundesversammlung, die Gustav Heinemann zum Bundespräsidenten wählte. Durch den Zusammenschluss des GB/BHE mit der DP wurde er 1961 Mitglied der Gesamtdeutschen Partei (GDP). Später trat er zur CDU über und wurde zum stellvertretenden Vorsitzenden des CDU-Kreisverbandes Salzgitter gewählt. Dem Deutschen Bundestag gehörte er vom 27. April 1970, als er für den verstorbenen Abgeordneten Alfred Burgemeister nachrückte, bis zu seinem Tode an. Er war über die Landesliste Niedersachsen ins Parlament eingezogen.